# Lista krążowników Royal Navy

## Podział przed Traktatem Waszyngtońskim (1922)

### Krążowniki pancerne (pierwszej klasy)
- „Shannon” pierwszy krążownik pancerny, (1875) 5670 ton
- typ Nelson pierwszy typ krążowników pancernych, 7473 ton
  - „Nelson” (1876) – sprzedany w 1910
  - „Northampton” (1876) – sprzedany w 1905
- typ Imperieuse, 8500 ton
  - „Imperieuse” (1883) – sprzedany w 1913
  - „Warspite” (1884) – sprzedany w 1905
- typ Orlando, 5600 ton
  - „Orlando” (1886) – sprzedany w 1905
  - „Australia” (1886) – sprzedany w 1905
  - „Undaunted” (1886) – sprzedany w 1907
  - „Narcissus” (1886) – sprzedany w 1906
  - „Galatea” (1887) – sprzedany w 1905
  - „Immortalite” (1887) – sprzedany w 1907
  - „Aurora” (1887) – sprzedany w 1907
- typ Blake, 9150 ton
  - „Blake” (1889) – sprzedany w 1922
  - „Blenheim” (1890) – sprzedany w 1926
- typ Edgar, 7700 ton
  - „Edgar” (1890)
  - „Hawke” (1891) – storpedowany w 1914
  - „Endymion”(inne języki) (1891)
  - „Royal Arthur” (1891)
  - „Gibraltar” (1892) – sprzedany w 1923
  - „Grafton” (1892)
  - „St George” (1892)
  - „Theseus”(inne języki) (1892)
  - „Crescent” (1892)
- typ Powerful, 14200 ton
  - „Powerful” (1895) – sprzedany w 1929
  - „Terrible” (1895) – sprzedany w 1932
- typ Diadem, 11000 ton
  - „Diadem” (1896)
  - „Niobe” (1897) – do Kanady jako HMCS „Niobe”, do rezerwy w 1922
  - „Europa” (1897)
  - „Andromeda” (1897)
  - „Amphitrite” (1898)
  - „Argonaut” (1898)
  - „Ariadne”(inne języki) (1898)
  - „Spartiate” (1898)
- typ Cressy, 12000 ton
  - „Cressy” (1899) – storpedowany w 1914
  - „Sutlej” (1899)
  - „Aboukir” (1900) – storpedowany w 1914
  - „Hogue” (1900) – storpedowany w 1914
  - „Bacchante” (1901)
  - „Euryalus” (1901)
- typ Drake, 14150
  - „Drake” (1901) – storpedowany w 1917
  - „Good Hope” (ex-„Africa”) (1901) – zatopiony w bitwie pod Coronelem, 1914
  - „King Alfred” (1901) – sprzedany w 1920
  - „Leviathan” (1901) – sprzedany w 1920
- typ Monmouth
  - „Monmouth” (1901)
  - „Bedford”
  - „Essex” (1901)
  - „Kent” (1901)
  - „Berwick” (1902)
  - „Cornwall” (1902)
  - „Cumberland” (1902)
  - „Donegal” (1902)
  - „Lancaster” (1902)
  - „Suffolk” (1903) – sprzedany w 1920
- typ Devonshire
  - „Devonshire” (1904) – sprzedany w 1921
  - „Hampshire” (1903) – Mined 1916
  - „Carnarvon” (1903)
  - „Antrim” (1903) – sprzedany w 1922
  - „Roxburgh” (1904) – sprzedany w 1921
  - „Argyll” (1904) – zniszczony w 1915
- typ Duke of Edinburgh
  - grupa Duke of Edinburgh
    - „Duke of Edinburgh” (1904) – sprzedany w 1920
    - „Black Prince” (1904) – zatopiony w bitwie jutlandzkiej, 1916

  - grupa Warrior
    - „Warrior” (1905) – zatopiony w bitwie jutlandzkiej, 1916
    - „Cochrane” (1905) – zniszczony w 1918
    - „Achilles” (1905) – sprzedany w 1921
    - „Natal” (1905) – eksplodował w 1915
- typ Minotaur, 14,600 ton
  - „Minotaur” (1906) – sprzedany w 1920
  - „Shannon” (1906) – sprzedany w 1922
  - „Defence” (1907) – zatopiony w bitwie jutlandzkiej, 1916

### Krążowniki pancernopokładowe (drugiej klasy)
- typ Iris, 3730 ton
  - „Iris” (1877)
  - „Mercury” (1878)
- typ Leander, 4300 ton
  - „Leander” (1882) – sprzedany w 1920
  - „Amphion” (1883) – sprzedany w 1906
  - „Arethusa” (1882) – sprzedany w 1905
  - „Phaeton” (1883) – sprzedany w 1947
- typ Mersey, 4050 ton
  - „Mersey” (1885) – sprzedany w 1905
  - „Severn” (1885) – sprzedany w 1905
  - „Thames” (1885) – przemianowany na „General Botha”
  - „Forth” (1886) – sprzedany w 1921
- typ Apollo, 3400 ton
  - „Apollo” (1891)
  - „Aeolus” (1891)
  - „Andromache” (1890)
  - 'Brilliant” (1891)
  - „Indefatigable” (1891)
  - „Intrepid” (1891) – 1918
  - „Iphigenia” (1891) -1918
  - „Latona”(inne języki) (1890) – sprzedany w 1920
  - „Melampus” (1890) – sprzedany w 1910
  - „Naiad” (1890) – sprzedany w 1922
  - „Pique” (1890) – sprzedany w 1911
  - „Rainbow” (1891) – przekazany Kanadzie jako HMCS „Rainbow” 1910
  - „Retribution” (1891) – sprzedany w 1911
  - „Sappho” (1891) – sprzedany w 1921
  - „Scylla” (1891) – sprzedany w 1914
  - „Sirius” (1890)
  - „Spartan” (1891) – przemianowany na „Defiance” 1921, sprzedany w 1931
  - „Sybille” (1890) – rozbity w 1901
  - „Terpsichore” (1890) – sprzedany w 1914
  - „Thetis” (1890)
  - „Tribune” (1891) – sprzedany w 1911
- typ Astraea, 4360 ton
  - „Astraea” (1893) – sprzedany w 1920
  - „Bonaventure” (1892) – sprzedany w 1920
  - „Cambrian” (1893) – sprzedany w 1923
  - „Charybdis” (1893) – sprzedany w 1922
  - „Flora” (1893) – przemianowany na „Indus II”, sprzedany w 1922
  - „Forte” (1893) – sprzedany w 1914
  - „Fox” (1893) – sprzedany w 1920
  - „Hermione” (1893) – przemianowany na „Warspite”, sprzedany w 1940
- typ Eclipse, 5600 ton
  - „Eclipse” (1894)
  - „Diana” (1895)
  - „Dido” (1896) – sprzedany w 1926
  - „Doris” (1896) – sprzedany w 1919
  - „Isis” (1896)
  - „Juno” (1895)
  - „Minerva” (1895)
  - „Talbot” (1895)
  - „Venus” (1895)
- typ Arrogant, 5750 ton
  - „Arrogant” (1898) – sprzedany w 1923
  - „Furious” (1898) – przemianowany na „Forte” w 1915, sprzedany w 1923
  - „Gladiator” (1899) – kolizja w 1908, podniesiony, sprzedany w 1909
  - „Vindictive” (1897) – 1918
- typ Highflyer, 5650 ton
  - „Highflyer” (1898) – sprzedany w 1921
  - „Hermes” (1898) – storpedowany w 1914
  - „Hyacinth” (1898) – sprzedany w 1923
- typ Challenger, 5880 ton
  - „Challenger” (1902) – sprzedany w 1920
  - „Encounter” (1902) – przekazany Australii w 1912 jako HMAS „Encounter”, przemianowany na „Penguin” w 1923

### Krążowniki trzeciej klasy
- typ Comus, 2380 ton („Constance” 2590 ton)
  - Comus” (1878) – sprzedany w 1904
  - „Curacoa” (1878) – sprzedany w 1904
  - „Champion” (1878) – sprzedany w 1919
  - „Cleopatra” (1878) – sprzedany w 1931
  - „Carysfort” (1878) – sprzedany w 1899
  - „Conquest” (1878) – sprzedany w 1899
  - „Constance” (1880) – sprzedany w 1899
  - „Canada” (1881) – sprzedany w 1897
  - „Cordelia” (1881) – sprzedany w 1904
- typ Calypso, 2770 ton
  - „Calliope” (1884) – sprzedany w 1951 (okręt szkolny od 1907)
  - „Calypso” (1885) – sprzedany w 1922
- typ Marathon, 2850 ton
  - „Medea” (1888) – sprzedany w 1914
  - „Marathon” (1888)
  - „Magicienne” (1888)
  - „Medusa” (1888) – sprzedany w 1920
  - „Melpomene” (1888)
- typ Pearl, 2575 ton
  - „Pallas” (1890)
  - „Pandora” (1889)
  - „Pearl” (1890)
  - „Pelorus” (1889)
  - „Persian” (1890)
  - „Philomel” (1890)
  - „Phoebe” (1890)
  - „Phoenix” (1889)
  - „Psyche” (1889)
- typ Pelorus, 2135 ton
  - „Pelorus” (1896)
  - „Pactolus” (1896)
  - „Proserpine” (1896)
  - „Pegasus” (1897) – zatonął w 1914
  - „Perseus” (1897)
  - „Pomone” (1897)
  - „Pyramus” (1897)
  - „Psyche” (1898) – przekazany Australii w 1915
  - „Prometheus” (1898)
  - „Pioneer” (1899) – przekazany Australii w 1912,
  - „Pandora” (1900)
- typ Topaze, 3000 ton
  - „Topaze”(inne języki) (1903) – sprzedany w 1921
  - „Amethyst”(inne języki) (1903) – sprzedany w 1920
  - „Diamond” (1904) – sprzedany w 1921
  - „Sapphire” (1904) – sprzedany w 1921

### Krążowniki zwiadowcze(inne języki)
- typ Adventure(inne języki), 2640 ton
  - „Adventure” (1904) – sprzedany w 1920
  - „Attentive” (1904) – sprzedany w 1920
- typ Forward(inne języki), 2860 ton
  - „Forward” (1904) – sprzedany w 1921
  - „Foresight” (1904) – sprzedany w 1920
- typ Pathfinder, 2900 ton
  - „Pathfinder” (1904) – storpedowany w 1914
  - „Patrol” (1904) – sprzedany w 1920
- typ Sentinel, 2880 ton
  - „Sentinel”(inne języki) (1904) – sprzedany w 1923
  - „Skirmisher” (1905) – sprzedany w 1920
- typ Boadicea, 3300 ton
  - „Boadicea” (1908)
  - „Bellona” (1909)
- typ Blonde, 3350 ton
  - „Blonde” (1910)
  - „Blanche” (1909)
- typ Active, 3440 ton
  - „Active” (1911)
  - „Amphion” (1911)
  - „Fearless” (1912)

### Duże lekkie krążowniki
Duże lekkie krążowniki (ang. large light cruisers) były projektem lorda Fishera przeznaczonymi do operowania na wodach Morza Bałtyckiego, często są także klasyfikowane jako krążowniki liniowe.
- typ Courageous(inne języki)
  - podtyp Courageous 19320 ton
    - „Courageous” (50) (1916) – przebudowany na lotniskowiec w latach 1924–1928, zatopiony w 1939
    - „Glorious” (77) (1916) – przebudowany na lotniskowiec w latach 1924–1930, zatopiony w 1940

  - podtyp Furious 19513 ton
    - „Furious” (47) (1916) – ukończony jako lotniskowiec, złomowany w 1948

## Podział po Traktacie Waszyngtońskim (1922)

### Krążowniki ciężkie
- typ Cavendish lub Hawkins, 9860 ton
  - „Cavendish” (1918) – ukończony jako lotniskowiec „Vindictive”, przerobiony na ciężki krążownik w 1925, przerobiony na okręt szkolny w 1937
  - „Hawkins” (1919) – złomowany w 1947
  - „Raleigh” (1920) – uległ katastrofie w 1922
  - „Frobisher” (1924) – złomowany w 1949
  - „Effingham” (1925) – zniszczony w 1940
- typ County
  - grupa Kent, 10570 ton
    - „Cumberland” (57) (1928) – złomowany w 1959
    - „Berwick” (65) (1928) – złomowany w 1948
    - „Cornwall” (56) (1926) – zbombardowany w 1942
    - „Suffolk” (55) (1928) – złomowany w 1948
    - „Kent” (54) (1928) – złomowany w 1948
    - „Australia” (1927) – Royal Australian Navy, złomowany w 1955
    - „Canberra” (1928) – Royal Australian Navy, storpedowany w 1942

  - grupa London 9830 ton
    - „London” (69) (1927) – złomowany w 1950
    - „Devonshire” (39) (1929) – złomowany w 1954
    - „Shropshire” (73) (1929) – przekazany Royal Australian Navy w 1943, złomowany w 1955
    - „Sussex” (96) (1929) – złomowany w 1950

  - grupa Norfolk 10300 ton
    - „Norfolk” (78) (1928) – złomowany w 1950
    - „Dorsetshire” (40) (1930) – zbombardowany w 1942
- typ York 8250 ton
  - „York” (90) (1928) – opuszczony w 1941, złomowany w 1952
  - „Exeter” (68) (1929) – zatopiony w 1942

### Krążowniki lekkie
- typ Town
  - grupa Bristol, 4800 ton
    - „Bristol”(inne języki) (1910)
    - „Glasgow” (1910)
    - „Gloucester” (1910)
    - „Liverpool”(inne języki) (1910)
    - „Newcastle” (1910)

  - grupa Weymouth, 5250 ton
    - „Weymouth”(inne języki) (1911)
    - „Dartmouth”(inne języki) (1911)
    - „Falmouth” (1911)
    - „Yarmouth” (1912)

  - grupa Chatham, 5400 ton
    - „Chatham” (1912)
    - „Dublin”(inne języki) (1913)
    - „Southampton” (1912)
    - „Brisbane” (1916)
    - „Melbourne” (1913)
    - „Sydney” (1913)

  - grupa Birmingham, 5440 ton
    - „Birmingham” (1914)
    - „Lowestoft” (1914)
    - „Nottingham” (1914)
    - „Adelaide” (1918)

  - grupa Birkenhead, 5185 ton
    - „Birkenhead” (1915)
    - „Chester” (1916)
- typ Arethusa(inne języki), 3750 ton
  - „Arethusa”(inne języki) (1914)
  - „Aurora” (1914)
  - „Galatea' (1914)
  - „Inconstant” (1915)
  - „Penelope” (1914)
  - „Phaeton” (1915)
  - „Royalist” (1915)
  - „Undaunted” (1914)
- typ C
  - grupa Caroline 4219 ton
    - „Caroline” (1914)
    - „Carysfort” (1914)
    - „Cleopatra” (1915)
    - „Comus” (1914)
    - „Conquest”(inne języki) (1915)
    - „Cordelia” (1914)

  - grupa Calliope 4228 ton
    - „Calliope” (1914)
    - „Champion” (1915)

  - grupa Cambrian 4320 ton
    - „Cambrian” (1916)
    - „Canterbury” (1915)
    - „Castor” (1915)
    - „Constance” (1915)

  - grupa Centaur 4165 ton
    - „Centaur” (1916)
    - „Concord” (1916)

  - grupa Caledon 4180 ton
    - „Caledon” (1916)
    - „Calypso” (1917)
    - „Cassandra” (1916) – wszedł na minę w 1918
    - „Caradoc” (1916)

  - grupa Ceres 4,190 ton
    - „Cardiff” (1917)
    - „Ceres” (1917)
    - „Coventry” (1917)
    - „Curacoa” (1917)
    - „Curlew” (1917)

  - grupa Carlisle 4290 ton
    - „Cairo” (1918)
    - „Calcutta” (1919)
    - „Capetown” (1919)
    - „Carlisle” (1918)
    - „Colombo” (1918)
- typ Danae, 4850 ton
  - „Danae” (1918) – wydzierżawiony Polskiej Marynarce Wojennej w 1944 roku jako ORP Conrad
  - „Dauntless” (1918)
  - „Dragon” (1918) – wydzierżawiony Polskiej Marynarce Wojennej w 1943 roku, zatopiony w 1944
  - „Delhi” (1919)
  - „Dunedin” (1919)
  - „Durban” (1921)
  - „Despatch” (1922)
  - „Diomede” (1922)
- typ Emerald, 7580 ton
  - „Emerald” (1926)
  - „Enterprise” (1926)
- typ Leander
  - grupa Leander, 7200 ton
    - „Achilles” (1933) – przekazany Indiom w 1948 jako INS „Delhi”
    - „Ajax”(inne języki) (1935)
    - „Leander” (1933)
    - „Neptune” (1934) – wszedł na minę w 1941
    - „Orion” (1934)

  - grupa Amphion, 6900 ton
    - „Amphion” (1934) – przekazany Royal Australian Navy w 1939 roku jako HMAS Perth (D29), zatopiony w 1942
    - „Apollo” (1936) – przekazany RAN w 1938 jako HMAS Hobart
    - „Phaeton” (1935) – przekazany RAN w 1935 jako HMAS Sydney, zatopiony w 1941
- typ Arethusa, 5220 ton
  - „Arethusa” (1934)
  - „Aurora” (1936)
  - „Galatea” (1934) – storpedowany w 1941
  - „Penelope” (1935) – storpedowany w 1944
- krążowniki typu Town
  - grupa Southampton, 9100 ton
    - „Southampton” (1937)
    - „Birmingham” (1937)
    - „Glasgow” (1937)
    - „Newcastle” (1937)
    - „Sheffield” (1936)

  - grupa Gloucester, 9400 ton
    - „Gloucester” (1939)
    - „Liverpool” (1938)
    - „Manchester” (1937)

  - grupa Edinburgh, 10565 ton
    - „Edinburgh” (1938)
    - „Belfast” (1939)
- typ Dido
  - grupa Dido 5600 ton
    - „Bonaventure” (1940) – storpedowany w 1941
    - „Dido” (1940)
    - „Hermione” (1941) – storpedowany w 1942
    - „Naiad” (1940) – storpedowany w 1942
    - „Phoebe”(inne języki) (1940)
    - „Euryalus” (1941)
    - „Sirius” (1942)
    - „Charybdis” (1941) – storpedowany w 1943
    - „Cleopatra” (1941)
    - „Scylla” (1942)
    - „Argonaut” (1942)

  - grupa Bellona, 5770 ton
    - „Bellona” (1943) – przekazany Royal New Zealand Navy w 1956
    - „Black Prince” (1943) – przekazany RNZN w 1948
    - „Diadem” (1943) – przekazany Pakistanowi w 1956 jako „Babur”
    - „Royalist” (1943) – przekazany RNZN w 1956
    - „Spartan” (1943) – zbombardowany w 1944
- typ Crown Colony
  - grupa Fiji, 8525 ton
    - „Bermuda” (1942)
    - „Fiji” (1940) – zbombardowany w 1941
    - „Gambia” (1942)
    - „Jamaica” (1942)
    - „Kenya” (1940)
    - „Mauritius” (1941)
    - „Nigeria” (1940) – przekazany Indiom w „Mysore”
    - „Trinidad” (1941) – zbombardowany w 1942

  - grupa Ceylon, 8875 ton
    - „Ceylon” (1943)
    - „Newfoundland” (1943)
    - „Uganda” (1943) – przekazany Royal Canadian Navy jako „Quebec” w 1944
- typ Minotaur, 8800 ton
  - „Swiftsure” (1944)
  - „Minotaur” (1945), przekazany Royal Canadian Navy w 1945 jako „Ontario”
  - „Superb” (1945)
- typ Tiger, 11700 ton
  - „Tiger” (1945)
  - „Lion” (1960)
  - „Blake” (1961)